# リンクアップとっしー
リンクアップとっしー（1978年4月27日 - ）は、日本のピン芸人。本名・石田 敏之（いしだ としゆき）。
岡山県御津郡建部町（現：岡山市北区）出身。岡山県・香川県を拠点にフリーで活動する。

## 来歴・人物
- 吉本総合芸能学院（NSC）岡山校1期生。2003年8月初舞台。岡山校が2年で閉鎖されたため、吉本興業の正式所属とはならないまま芸人活動を始めた[3]。
- 2006年に大西貴也（現在は映画監督）とのコンビ「リンクアップ」を結成してフリーで漫才をしていたが、2010年11月からピン芸人となる。
- イベント司会や、テレビ・ラジオCMのナレーションも行っている。
- 基本的に岡山弁で話す。
- 「場の空気をつくるMC」として情報番組を中心に活動している。[4]

## 芸風
- コントを中心にネタを構成[1]。
- 女装ネタが多い。
- めくりネタもある。

## 出演

### 現在出演中の番組
レギュラー
- ミルンへカモン! なんしょん?（岡山放送、2014年12月- ）
- プライド せとうち経済のチカラ（テレビせとうち、2023年4月16日 - )
- 水曜どうでしょう（北海道テレビ）[5]

#### ラジオ番組
- #ゴゴから!（FM香川）

### 過去の出演番組
テレビ番組
- いれぐい（RSK山陽放送）
- KSBスーパーJチャンネル（瀬戸内海放送）
- エブリのうち（岡山放送）
  - 火曜日 値切ってちょ〜だい!
  - 木曜日 なにコレ宅配便!
- 金バク!（岡山放送）不定期
- エブリのまち（岡山放送）
  - 木曜日 値切ってちょ〜だい!
- ワク!どき!探検隊（テレビせとうち）
- ロケットぱぁんち（テレビせとうち、2016年9月24日で卒業）

ラジオ番組
- Fresh Morning OKAYAMA（FM岡山）
- Radio Camnet 丸の内（RSK山陽放送）
- コトバラジオ（レディオモモ）

### 映画
- カンゾー先生（1998年10月17日、東映） - 兵士 役

### CM
- 楽天モバイル（中・四国純増No.1岡山県編）

## イベント
学園祭
- 岡山大学
- 就実大学
- ノートルダム清心女子大学
- 山陽学園大学・短期大学
- 吉備国際大学
- 岡山商科大学
- 金川高校・岡山御津高校

講演会･講義
- 山陽学園大学(コミュニケーションについて)
- 中国短期大学(情報ビジネス学科 コミュニケーションなど)
- 就実大学(表現文化学科 対話力をつけるために)
- 岡山市立建部中学校 立志式(題材:夢を語る)
- 岡山市立旭東中学校(題材:〜先輩に聞く！今を生きる君たちへのメッセージ〜)

## ナレーション
- トヨタカローラ岡山(テレビCM)
- ムラサキスポーツ(テレビCM)
- 焼き肉レストラン大日亭(テレビCM)
- 岡山フェアレーン(テレビCM)